# Фінальний турнір чемпіонату Європи з футболу 2012 (монета)
«Фіна́льний турні́р чемпіона́ту Євро́пи з футбо́лу 2012» — пам'ятна монета номіналом 5 гривень, випущена Національним банком України, присвячена важливій спортивній події — Фінальному турніру чемпіонату Європи з футболу, який буде проведено в Україні та Польщі у 2012 році. Монета є офіційною ліцензованою продукцією УЄФА ЄВРО 2012.
Монету введено в обіг 23 грудня 2011 року. Вона належить до серії «Спорт».

## Опис монети та характеристики
| Номінал грн. | Метал      | Маса, г | Діаметр, мм | Якість виготовлення       | Гурт     | Тираж, штук |
| ------------ | ---------- | ------- | ----------- | ------------------------- | -------- | ----------- |
| 5            | нейзильбер | 16,54   | 35,0        | спеціальний анциркулейтед | рифлений | 100 000     |

### Аверс
На аверсі монети розміщено: малий Державний Герб України, напис півколом «НАЦІОНАЛЬНИЙ БАНК УКРАЇНИ» (угорі), карту Європи з написами «КИЇВ» та «WARSZAWA», на тлі якої зображення логотипу ЄВРО 2012, під яким написи: «UEFA/EURO 2012™/POLAND-UKRAINE», ліворуч зазначені роки проведення чемпіонатів Європи з футболу, починаючи з 1960 року; праворуч — номінал, рік карбування монети «5/ГРИВЕНЬ/ 2011» та логотип Монетного двору Національного банку України.

### Реверс
На реверсі монети зображено стилізовану композицію — стадіон «Олімпійський», на якому відбудеться фінальна гра чемпіонату, і цифри «2012», на тлі яких динамічні фігури футболістів; під композицією розміщено напис «ФІНАЛЬНИЙ ТУРНІР ЧЕМПІОНАТУ ЄВРОПИ/З ФУТБОЛУ/2012 р.», угорі — герб Києва.

## Автори

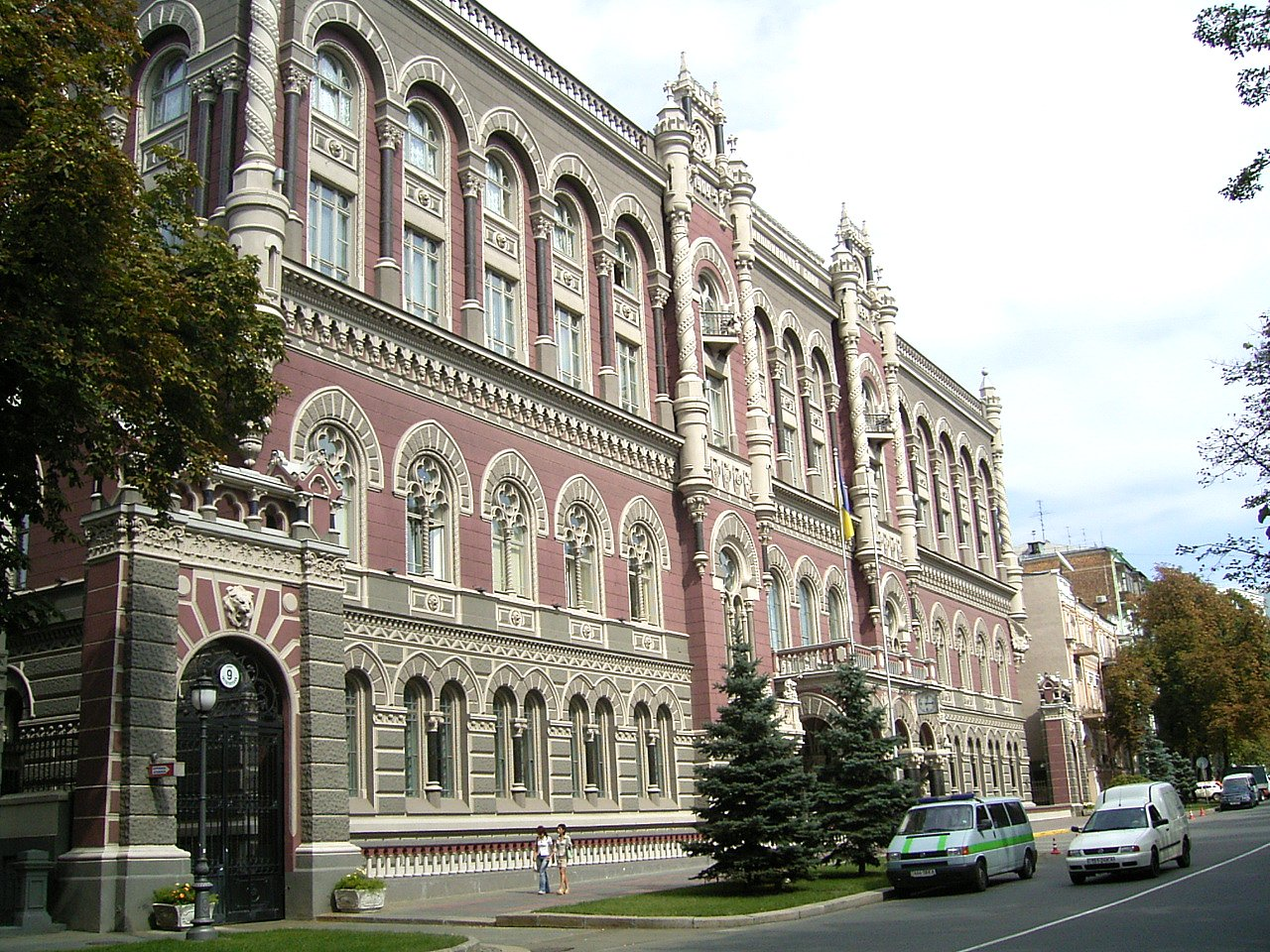
Будівля Національного банку України

- Художники: Таран Володимир, Харук Олександр, Харук Сергій.
- Скульптор — Дем'яненко Володимир.

## Вартість монети
Під час введення монети в обіг 2011 року, Національний банк України реалізовував монету через свої філії за ціною 22 гривні.
Фактична приблизна вартість монети з роками змінювалася так:
| Рік        | 2012 | 2013 | 2014 | 2015 | 2016 | 2017 | 2018 | 2019 | 2020 | 2021 | 2022 | 2023 | 2024 | 2025 |
| ---------- | ---- | ---- | ---- | ---- | ---- | ---- | ---- | ---- | ---- | ---- | ---- | ---- | ---- | ---- |
| Ціна, грн. | 40   | 50   | 135  | 190  | 195  | 220  | 230  | 240  | 240  | 240  | 240  | 400  | 500  | 540  |